# 森東吾
森 東吾（もり とうご、1909年（明治42年） - 2001年（平成13年）12月26日）は、日本の社会学者。大阪大学名誉教授、追手門学院大学名誉教授。専門は理論社会学、宗教社会学。

## 略歴
1909年（明治42年）、神奈川県に生まれる。1932年（昭和7年）に法政大学法文学部哲学科を卒業し、文部省に入省する。
文部省社会教育局、岡崎高等師範学校教員を経て、大阪大学助教授に就任する、のち教授。大阪大学を退官後、追手門学院大学教授に就任する。
2001年（平成13年）12月26日に死去、92歳。

## 翻訳
- 『社会心理学』T.M.ニューカム（著）、万成博（翻訳）（培風館、1956）
- 『社会理論と社会構造』R.K.マートン（著）、金沢実（翻訳）、森好夫（翻訳）中島竜太郎（翻訳）（みすず書房、1961）
- 『現代社会学大系 13 社会理論と機能分析』 R.K.マートン（著）（青木書店、1969）
- 『東洋美術史綱　上・下』アーネスト.F.フェノロサ（著）（東京美術、1978 - 1981）